# Luca Moro (calciatore)
Luca Moro (Monselice, 25 gennaio 2001) è un calciatore italiano, attaccante del Sassuolo.

## Carriera

### Club

#### Gli inizi, Padova
Ha esordito in Serie B con la maglia del Padova il 6 aprile 2019 sostituendo Nico Pulzetti all'82' minuto in una partita contro il Carpi.

#### Prestiti a Genoa, SPAL e Catania
Il 2 settembre 2019 viene ceduto in prestito al Genoa, venendo però tesserato per la squadra under-19. Il 26 settembre 2020 è stato ceduto in prestito alla SPAL, venendo tesserato nuovamente per l'under-19. Il giocatore è stato ben presto trasferito in prima squadra, esordendo in una gara contro il Vicenza giocata il 24 ottobre 2020, vinta dai ferraresi per 3-2.
Il 31 agosto 2021 è stato ceduto in prestito al Catania, club di Serie C.

#### Sassuolo e vari prestiti
Il 31 gennaio 2022 i suoi diritti sono stati completamente acquistati dal Sassuolo, che lo ha ceduto nuovamente in prestito al Catania per il resto della stagione 2021-2022. Il suo prestito è stato interrotto il 9 aprile 2022 a seguito dell'esclusione del Catania dal campionato di Serie C per problemi finanziari. Con la squadra siciliana aveva segnato 21 gol in 28 partite, poi annullati in seguito all'esclusione.
Il 4 luglio 2022 è stato ceduto in prestito al Frosinone per la stagione 2022-2023. Il giocatore ha contribuito con 6 reti in 34 presenze alla tanto desiderata promozione in Serie A, che mancava da quattro anni, piazzandosi al primo posto in classifica.
Tornato ai neroverdi, il 17 luglio 2023 passa in prestito annuale allo Spezia, sempre in Serie B.. Va subito a segno con la squadra ligure nei trentaduesimi di Coppa Italia contro il Venezia.Il 20 agosto, nel debutto in serie B con i liguri segna una doppietta in casa del Südtirol, nella partita poi pareggiata per 3-3.
Torna ai neroverdi al termine della stagione con lo Spezia, ed il 31 agosto 2024 segna la sua prima rete su calcio di rigore, nella pesante sconfitta interna contro la Cremonese (1-4). Il 13 aprile 2025 viene promosso insieme ai neroverdi in Serie A.

### Nazionale
Ha giocato nelle nazionali giovanili italiane Under-20 ed Under-21.

## Statistiche

### Presenze e reti nei club
Statistiche aggiornate al 14 dicembre 2024.
| Stagione        | Squadra         | Campionato      | Campionato | Campionato | Coppe nazionali | Coppe nazionali | Coppe nazionali | Coppe continentali | Coppe continentali | Coppe continentali | Altre coppe | Altre coppe | Altre coppe | Totale | Totale |
| Stagione        | Squadra         | Comp            | Pres       | Reti       | Comp            | Pres            | Reti            | Comp               | Pres               | Reti               | Comp        | Pres        | Reti        | Pres   | Reti   |
| --------------- | --------------- | --------------- | ---------- | ---------- | --------------- | --------------- | --------------- | ------------------ | ------------------ | ------------------ | ----------- | ----------- | ----------- | ------ | ------ |
| 2018-2019       | Padova          | B               | 2          | 0          | CI              | 0               | 0               | -                  | -                  | -                  | -           | -           | -           | 2      | 0      |
| 2020-2021       | SPAL            | B               | 8          | 0          | CI              | 2               | 0               | -                  | -                  | -                  | -           | -           | -           | 10     | 0      |
| ago. 2021       | Padova          | C               | 1          | 0          | CI+CI-C         | 0               | 0               | -                  | -                  | -                  | -           | -           | -           | 1      | 0      |
| Totale Padova   | Totale Padova   | Totale Padova   | 3          | 0          |                 | 0               | 0               |                    | -                  | -                  |             | -           | -           | 3      | 0      |
| 2021-apr. 2022  | Catania         | C               | 0          | 0          | CI-C            | 1               | 0               | -                  | -                  | -                  | -           | -           | -           | 1      | 0      |
| 2022-2023       | Frosinone       | B               | 34         | 6          | CI              | 1               | 0               | -                  | -                  | -                  | -           | -           | -           | 35     | 6      |
| 2023-2024       | Spezia          | B               | 26         | 4          | CI              | 2               | 1               | -                  | -                  | -                  | -           | -           | -           | 28     | 5      |
| 2024-2025       | Sassuolo        | B               | 25         | 7          | CI              | 1               | 0               | -                  | -                  | -                  | -           | -           | -           | 26     | 7      |
| Totale carriera | Totale carriera | Totale carriera | 79         | 13         |                 | 7               | 1               |                    | -                  | -                  |             | -           | -           | 86     | 14     |

## Palmarès

### Club
- Campionato italiano di Serie B: 2

Frosinone: 2022-2023
Sassuolo: 2024-2025